# ビルバイン
ビルバイン (Billbine) は、アニメ『聖戦士ダンバイン』に登場する架空の兵器。オーラバトラーの一種。

## 設定解説
ナの国の技術陣がダンバインを参考にして開発した新型の可変式オーラバトラー。可変構造を持つ唯一のオーラ・マシンであり、甲冑を着用した西洋の騎士を思わせる人型形態から、猛禽類を連想させるシルエットのウィング・キャリバー形態に変形することで高速で戦地までの移動を可能にしている。
また、ビルバインは、その固有の特徴から設計には地上界の技術が導入されている、あるいはショット・ウェポンに比肩しうる地上人が開発に携わっているともいわれている。実際にウィング・キャリバーの時には、背部に他のオーラバトラーを載せて飛行したり、操縦者が居眠りしてもそのまま自動で飛行することが可能であり、これは、ビルバインが機動力とパワーをバランスよく兼ね備えていることを示している。
ただし、ビルバインのオーラ係数は0.99と低く、ビランビー以降の機種では最低値であるので、その性能をフルに発揮するには操縦者が強力なオーラ力の持ち主であることが要求され、事実上の「聖戦士専用機」となっている。
なお、本機にのみ設定されている「適性オーラ力」とは、本機の性能を最大限に引き出すのに適した数値のことであり、「限界オーラ力」を指すものではない。
ショウ・ザマは、これをナの国の女王シーラ・ラパーナより賜り、ダンバインから乗り換えて、自身の専用機とした。
初期の頃、ビルバインの機体色は「赤／アイスグリーン色」となっていた。しかし、第47話～最終話の最終決戦では海上戦ということもあり、敵の目を眩ます目的で「青系統のロービジビリティ（低視認性）の夜間迷彩色」に塗り替えられた。
武装スペックとして、オーラ・ソード1本、背部に大型のレール式オーラ・キャノン2門、左右の前腕部に連装のワイヤー付ショット・クローを各1基ずつ備える。また、携行火器として連装オーラ・ショットとオーラ力のエネルギー刃を形成する銃剣を模した新兵器オーラ・ソード・ライフルを装備している。さらに劇中第31話などでは前腕部からバルカン砲のような火器を発射している描写もあるが、公式の設定には含まれていない。
このように、ビルバインは反ドレイク陣営のオーラバトラーの中で最高性能を誇ったが、最終話では黒騎士の操縦するガラバと一騎討ちになり、右腕と左脚を失った後、ガラバから至近距離の射撃を受けて上半身部分が大破した。そして、シーラが浄化を行った際に、ビルバインは激しく爆発四散してショウ・ザマとともに消滅した。

## 制作
ビルバインのデザインは同作品のキャラクターデザイン兼チーフアニメーターである湖川友謙が担当した。初回案のビルバインは、ダンバインの流れを汲みつつ、ガウォーク形態に変形するデザインが有力候補になったが、諸般の事情により却下された。結局、玩具展開を重要視するスポンサー企業の意向を大いに反映して現行のビルバインのデザインが採用された。ちなみに、その採用された現・ビルバインのデザインおよび変形ギミックは、それまで、宮武一貴、出渕裕が「虫」「昆虫」をベースに構築・イメージしてきた生物的なオーラマシンのデザインや世界観と大きく異なり、子供たちの目線とその玩具の売れ行きを意識し、猛禽類と機械をベースにした意匠となっている。また、その初回デザインのビルバインは関連書籍などで確認することができる。
脚部については、よりスマートなデザイン案も提出されていたが、「子供の目の高さから落とした場合に壊れる恐れがある」との理由でスポンサー企業から却下され、現在の決定稿の太さになった。
「ビルバイン」という名称の由来は、番組後半の主役機として物語をビルド（BUILD=英語で「構築する」の意味）するダンバインという意味が込められている。また、物語中盤で主役マシンを番組タイトル名にもなっているマシンから別の物へ交代させるという試みは、前作『戦闘メカ ザブングル』でも行われている。
本作のビルバインについて総監督の富野由悠季は嫌悪感を露にしており、「新しいプラモデル販売のため、スポンサー企業の意向で無理矢理作らされた。せめて最初から言ってくれていれば、もっと良いビルバインを用意できた」「おもちゃ屋が余分なことを言った辺りが本当は問題で、本来、ビルバインは売れたら困るものだった」「ガンダム的なビルバインの色が腹立つんですよ」と語っている。また、出渕裕は、模型雑誌『B-CLUB』に連載した『AURA FHANTASM』にて、これをリファインしたオーラ・バトラー「ヴェルビン」を後に発表している。こちらは非変形タイプであり、ビルバインにあった機械的な意匠が抑えられているのが特徴である。もっとも、それ以前に出渕はビルバインをマッシブにマイナーチェンジした画稿を富野に提示しており、これならばオーラマシンの世界観を崩すことなく登場させられると目論んだが、結局、果たせなかった、とその経緯を語っている。
このビルバインはダンバイン関連の玩具の売り上げ不振に悩むスポンサー企業にとって起死回生の切り札であった。その期待の大きさは「聖戦士ダンバイン」のオープニング曲の中にも表れ、それまでダンバインの映像が流れていた部分が、第29話以降では、ビルバインの映像に差し替えられている。（詳細は『聖戦士ダンバイン』の「概要」と「物語に影響を与えた商業上の事情」の項目を参照）
模型雑誌「電撃ホビーマガジン」掲載の「オーラバトラー構造学」では、脚部の補助固形ロケットは、TVシリーズと同じくバイストン・ウェルを舞台にした小説『リーンの翼』の主人公である迫水真次郎が大日本帝国海軍の特攻隊員として搭乗した「桜花」のロケットを参考にしているという。また、この部位は地上界に出てから地上製の部品に置き換わったパーツもあるという。

## 評価
2021年、ねとらぼ調査隊が、2021年11月16日から11月23日まで「聖戦士ダンバインTV版オーラバトラーで好きなのはどれ？」というテーマでアンケートを実施したところ、ビルバインが「オーラバトラー人気ランキング」で第1位を獲得した。

## ゲーム
ゲーム『聖戦士ダンバイン 聖戦士伝説』では、量産型である「ゼルバイン」が登場する。その外観や装備はビルバインとほぼ同一に近いが、ウィング・キャリバーへの変形機能は除外されており、その分、高い汎用性とトップクラスの基本性能を有するオーラバトラーとなっている。また、カラーリングも青となっている。脚部のデザインはダンバインを思わせる生物的なもので、オーラ・コンバーターはヴェルビン、肩アーマーはズワァースなど様々なオーラバトラーの特徴が見られる機体になっている。なお、ゲーム本編には未登場だが同様の機体に「バルバイン」があり、こちらはより刺々しく生物的なデザインで、オーラソードも鉈状となっている。
スーパーロボット大戦シリーズでは上記の迷彩色が隠し機体扱いでたびたび登場している。基本は色を塗り替えただけだが通常色と比べて若干性能が向上している。前述の「ヴェルビン」についても2019年の『スーパーロボット大戦T』に登場し、日の目を見た。